# Alexis Ren
Alexis René Glabach (Santa Mónica, California, 23 de noviembre de 1996) es una modelo y celebridad de Internet estadounidense. Es más conocida por su popularidad en las redes sociales, desde las cuales ha hecho muchas campañas y portadas para marcas de prestigio.

## Primeros años
Ren nació en Santa Mónica, California, siendo su padre un abogado y su madre una nutricionista experta en salud. Es la segunda de 4 hijos, tiene 1 hermana mayor, una hermana menor y un hermano pequeño. Es de ascendencia croata y alemana.
Su madre murió en 2014 debido al cáncer de mama.

## Carrera
Ren apareció en una serie de anuncios para el juego móvil Final Fantasy XV: A New Empire.
Ella lanzó una línea de ropa deportiva llamada Ren Active.
Fue la chica de portada de Maxim para el número de agosto de 2017, la chica de portada de Maxim Mexico para el número de marzo de 2018 y fue nombrada como «novata» por Sports Illustrated Swimsuit Issue en 2018.
El 12 de septiembre de 2018, Ren fue anunciada como una de las celebridades que competirán en la temporada 27 de Dancing with the Stars, siendo emparejada con el bailarín profesional Alan Bersten. Ellos lograron llegar a la final, quedando en el cuarto puesto.

## Vida personal
Ren tuvo un desorden alimenticio, diciendo que estaba en «un estado mental tóxico». Tuvo una relación con el modelo Jay Alvarrez, la cual finalizó durante el 2016.
Tiene 16.5 millones de seguidores en Instagram y 1.5 millones de seguidores en Twitter.